# عبدالرحمان قاسملو
عبدالرحمان قاسملو (۱ دی ۱۳۰۹ – ۲۲ تیر ۱۳۶۸) فعال سیاسی و دبیرکل حزب دموکرات کردستان ایران و نمایندهٔ مردم استان آذربایجان غربی در مجلس خبرگان قانون اساسی بود که در روز ۲۲ تیر ۱۳۶۸ در اتریش توسط عوامل جمهوری اسلامی به‌طور فجیعی ترور شد.

## زندگی

### کودکی
قاسملو ۲۲ دسامبر سال ۱۹۳۰ م برابر با ۱ دیماه ۱۳۰۹ خورشیدی در شهر ارومیه مرکز استان آذربایجان غربی متولد شد. پدر او، محمد خان قاسملو، از زمین‌داران ثروتمند شهرستان ارومیه از ایل شکاک بود. در انتهای سده ۱۹ میلادی، شاه به او لقب وثوق‌الدیوان داد. مادر او زن سوم پدرش بود و یک مسیحی آشوری بود که به اسلام تغییر دین داده بود. تحصیلات ابتدایی و متوسطه را ابتدا در ارومیه و سپس در تهران به پایان رسانید و به کالج آمریکایی‌ها در تهران رفت.
قاسملو علاوه بر زبان مادری اش که کردی بود (هر دو گویش کرمانجی و سورانی)، زبانهای فارسی، عربی، ترکی آذری، ترکی استانبولی، فرانسوی، انگلیسی، چکی، اسلواکی، روسی و لهستانی را نیز به روانی صحبت می‌کرد و به آلمانی نیز آشنایی نسبی داشت.

### بزرگسالی

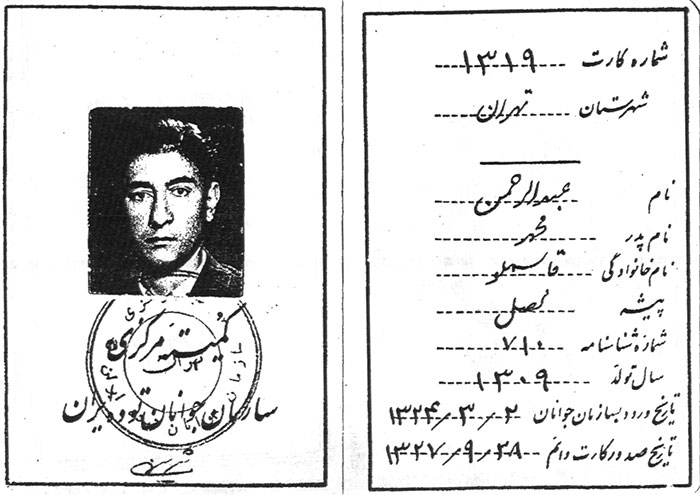
کارت عضویت عبدالرحمن قاسملو در سازمان جوانان توده ایران

قاسملو در سال ۱۳۲۴ فعالیت سیاسی خود را با تشکیل اتحادیهٔ جوانان دمکرات کردستان در شهر ارومیه آغاز کرد. سال ۱۳۲۵ جمهوری مهاباد سقوط کرد. متعاقب آن وی نیز جهت تحصیل راهی تهران گشت و در سال ۱۳۲۷ برای ادامه تحصیل به پاریس، پایتخت فرانسه رفت. رسیدن به پاریس مصادف با تیراندازی به سوی شاه در دانشگاه تهران (۱۵ بهمن ۱۳۲۷) بود. در همان مدت اقامت خود در فرانسه با همکاری چند تن دیگر از دانشجویان کرد انجمن دانشجویان کرد در اروپا را تأسیس کرد.
قاسملو به عنوان اولین بورسیه ایرانی «اتحادیه بین‌المللی دانشجویان» به پراگ پایتخت چکسلواکی رفت.
طی مدتی که در پراگ مشغول تحصیل بود در فعالیتهای اتحادیهٔ بین‌المللی دانشجویان نیز شرکت داشت. سال ۱۳۳۰ به نمایندگی از سوی دانشجویان ایرانی در دومین کنگرهٔ آن سازمان که در شهر پراگ برگزار گردید شرکت کرد. در همان مدت به عنوان نمایندهٔ ایران در بیشتر گردهمایی‌ها و کنفرانسهای فدراسیون جهانی جوانان در شهر بوداپست، پایتخت مجارستان شرکت می‌کرد.
در سال ۱۳۳۱ در زمان حکومت دکتر مصدق، دکتر قاسملو بعد از اینکه در دانشگاه پراگ موفق به اخذ لیسانس علوم اجتماعی و سیاسی شد، به ایران بازگشت. در آن موقع میان حزب دمکرات کردستان و حزب توده ایران وحدت تشکیلاتی وجود داشت. قاسملو پس از شش ماه فعالیت در تهران به مهاباد برگشت و در آنجا مسۆلیت کار حزبی را به عهده گرفت. بعد از کودتای ۲۸ مرداد سال ۱۳۳۲ ناچار شد به فعالیت مخفی روی آورده و مخفیانه در تهران و کردستان مشغول فعالیت حزبی شود.
در این فاصله سرپرستی روزنامه «کردستان»، ارگان مرکزی حزب را بر عهده داشت که تنها پنج شماره آن مخفیانه به چاپ رسید و نیز در همین مدت بود که یک کمیته سراسری جهت فعالیتهای حزب دمکرات کردستان به سرپرستی وی تشکیل گردید.
بعد از شکست جمهوری مهاباد، سطح رشد و تنزل جنبش کردها، به سطح اختلاف میان روابط ایران و عراق بستگی پیدا کرد. در آن زمان مرکز حزب دمکرات کردستان ایران به عراق انتقال یافت. در زمان عبدالرحمان قاسملو روابط بین حزب دمکرات کردستان با حزب بعث عراق به سطح همکاری رسید.
عبدالرحمن قاسملو پس از پنج سال فعالیت سیاسی در ایران و به ویژه در کردستان، سال ۱۳۳۶ بار دیگر به چکسلواکی رفت. در سال ۱۳۳۷ (۱۹۵۸) پس از پیروزی انقلاب عراق همراه با تنی چند از اعضای مسئول حزبی کوشش نمودند با اقامت در خاک عراق، سازمانهای حزبی را در داخل کشور احیا نمایند.
سال ۱۳۴۱ (۱۹۶۲) قاسملو در دانشگاه پراگ به اخذ درجه دکترا در رشته علوم اقتصادی نایل آمد و تا سال ۱۳۴۹ در آن دانشگاه درس «اقتصاد سرمایه‌داری و اقتصاد سوسیالیستی و تئوری رشد اقتصادی» را تدریس می‌کرد.
در این فاصله دکتر قاسملو چند کتاب و جزوه را در رابطه با مشکلات اقتصادی، اجتماعی و سیاسی به رشته تحریر درآورد که معروفترین آنها کتاب «کرد و کردستان» می‌باشد
. این کتاب که در اصل به زبان چکی به رشته تحریر درآمده است تاکنون به زبانهای انگلیسی، اسلواکی، لهستانی، عربی، کردی، فارسی و بخش‌هایی از آن نیز به فرانسه ترجمه و منتشر شده است. یکی از کارهای به یاد ماندنی وی نوشتن دیباچه دیوان هیمن می‌باشد. قاسملو با زبانهای کردی، فارسی، ترکی، عربی، فرانسه، انگلیسی، چکی و روسی آشنایی کامل داشت.
سال ۱۳۴۹ بعد از صدور بیانیهٔ ۱۱ مارس و توافق میان رهبری جنبش کردستان عراق با دولت آن کشور امکان فعالیت سیاسی در کردستان ایران بیشتر شد. در این فرصت دکتر قاسملو از اروپا بازگشت و به یاری چند نفر از یاران نزدیک خود مسئولیت احیای سازمانهای حزب دمکرات کردستان را به عهده گرفت.
در کنگره سوم حزب که در خردادماه سال ۱۳۵۰ برگزار شد، دکتر قاسملو به عضویت کمیتهٔ مرکزی و سپس در سال ۱۳۵۲ به دبیرکلی حزب دمکرات کردستان انتخاب شد و از آن به بعد در همهٔ کنگره‌های حزبی به عنوان دبیرکل برگزیده شد.

## لبیک قاسملو و حمایت از خمینی
عبدالرحمان قاسملو رهبر پیشین حزب دموکرات کردستان ایران، در جریانِ انقلاب سال ۱۳۵۷، ابتدا از این انقلاب و رهبر انقلاب یعنی سید روح‌الله خمینی حمایت می‌کرد. در همان سال در روزنامه‌های ایران، عکس‌هایی با عنوان «لبیک قاسملو به امام خمینی» چاپ شد. فایلی صوتی مربوط به سال ۱۳۵۷ که به همین نام (لبیک قاسملو به خمینی) از وی منتشر شده است. همچنین نامه‌هایی از قاسملو به خمینی هم در سال‌های اخیر، رسانه‌ای شده است.

## ترور

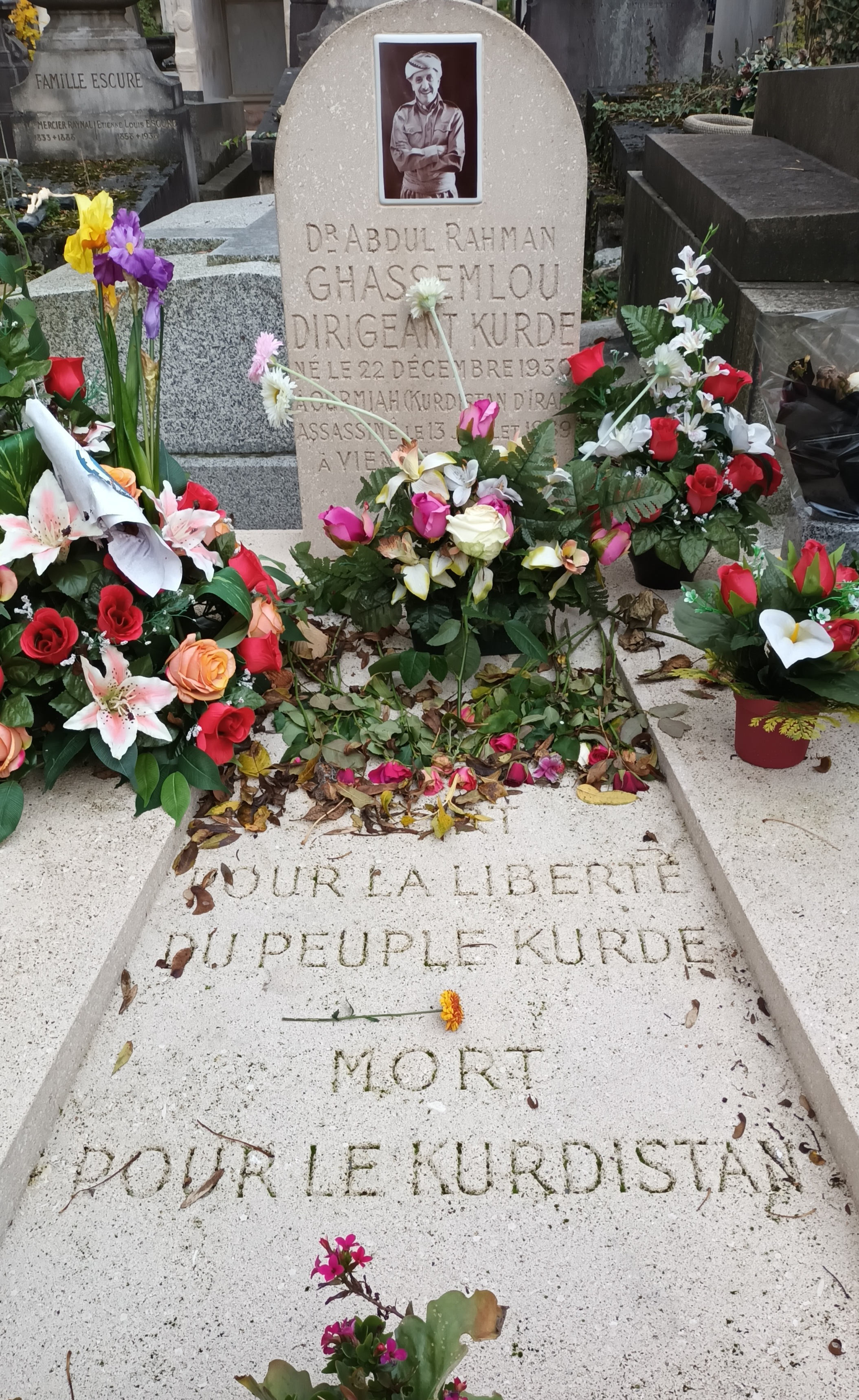
مقبره عبدالرحمن قاسملو

عبدالرحمن قاسملو در روز ۲۲ تیر ۱۳۶۸ در اتریش ترور و کشته شد.
به گفته منابع نظام جمهوری اسلامی ایران توسط گروه ناشناسی و به گفته مخالفان در حالی که برای رسیدن به راه‌حل مسالمت آمیز در ایران با تنی چند از نمایندگان حکومت جمهوری اسلامی در وین بر سر میز گفتگو برای مذاکرات صلح نشسته بود، به همراه عبدالله قادری آذر به دست نمایندگان دولت کشته شد. به گفته برخی اطرافیان وی، او در ماه‌های آخر معتقد بود که مسئله کردستان راه حل نظامی ندارد.
به گفته مخالفان جمهوری اسلامی، هاشمی رفسنجانی از برخی چهره‌های بین‌المللی از جمله رئیس‌جمهور وقت الجزایر برای وساطت و برقراری ارتباط برای ملاقات استفاده کرده بود. به گفته این منابع، تروریست‌ها با پوشش دیپلماتیک وارد اتریش شده و با همکاری سفارت ایران پس از ترور خاک اتریش را ترک کردند. به گفته همسر دکتر عبدالرحمن قاسملو، نسرین قاسملو، تروریست‌ها دولت وقت اتریش را تهدید کرده بودند در صورت افشای ترور، از آن‌ها به این دلیل که در جریان جنگ ایران و عراق اعلام بی‌طرفی کرده بودند ولی به هر دو طرف جنگ سلاح می‌فروختند (این امر بر خلاف منشور سازمان ملل متحد است) شکایت می‌کند. دولت وقت اتریش نیز به این دلیل درآن مورد ساکت ماند.
پس از ریاست جمهوری محمود احمدی‌نژاد، برخی رسانه‌های اتریش از دست داشتن وی در ترور سخن گفتند، اما این احتمال هنوز از سوی منابع رسمی اتریش تأیید نشده است.
دو دهه بعد پس از آن واقعه دستگیری برخی دیپلمات‌های ایرانی در اربیل عراق توسط نظامیان آمریکا (به اتهام دست داشتن در انتقال تسلیحات و کمک به درگیریهای داخلی عراق) رسانه‌های اتریش احتمال دادند که یکی از دستگیرشدگان، از عوامل ترور قاسملو در اتریش است. گرچه این احتمال نیز از سوی دولت‌های اتریش و آمریکا تأیید نشد.
هاشمی رفسنجانی در خاطرات سال ۱۳۶۸ خود این مسئله را تأیید می‌کند که قاسملو به هنگام ترور در جلسه‌ای مشغول رایزنی با دیپلمات‌های جمهوری اسلامی بوده است. به گفته او ضاربان قاسملو، دیپلمات جمهوری اسلامی را نیز به قصد کشت هدف گلوله قرار داده بودند ولی از زدن تیر خلاص خودداری کرده بودند. این دیپلمات ابتدا توسط پلیس اتریش مورد بازجویی و سپس آزاد شد. بنا به نوشته مطبوعات اتریش دادگاه عمومی وین به علت فقدان دلیل و مدرک کافی حاضر نشده بود که حکم جلب وی را صادر کند. وزارت خارجه اتریش نیز با انتشار اعلامیه‌ای خاطر نشان کرد در این قضیه دقیقاً بر حسب قانون عمل کرده و هیچ نوع فشاری بر پلیس یا مقامات قضایی وارد نکرده است.